# Eishockey-Bundesliga 1987/88
Die Saison 1987/88 der Eishockey-Bundesliga war die 30. Spielzeit der höchsten deutschen Spielklasse. Deutscher Meister wurde der Kölner EC, der seinen dritten Meistertitel in Folge und sechsten insgesamt gewinnen konnte. Drei Titel in Folge hatte zuletzt der EV Füssen in den Meisterschaftsjahren 1963 bis 1965 feiern können.
Überschattet wurde die Saison vom finanziellen Kollaps des ECD Iserlohn, der sich nach 27 Spieltagen vom Spielbetrieb zurückziehen musste, woraufhin alle Spiele der Sauerländer nicht gewertet wurden. In der Relegation konnte sich Neuling BSC Preussen als Bundesligist behauptet. Daneben kehrte der Nachfolgeverein des Ex-Bundesligisten ERC Freiburg, der EHC Freiburg in die Liga zurück. Für den ausgeschiedenen ECD Iserlohn rückte aus der 2. Bundesliga der EC Ratingen in die Relegation nach.

## Voraussetzungen

### Teilnehmer
Folgende zehn Vereine nehmen an der Eishockey-Bundesliga 1987/88 teil (alphabetische Sortierung mit Vorjahresplatzierung):
| Klub                | Standort          | Hauptrunde | Play-offs           |
| ------------------- | ----------------- | ---------- | ------------------- |
| BSC Preussen        | Berlin            | Aufsteiger | –                   |
| Düsseldorfer EG     | Düsseldorf        | 3.         | Halbfinale          |
| Eintracht Frankfurt | Frankfurt am Main | 9.         | Relegation 2. Platz |
| ECD Iserlohn        | Iserlohn          | 6.         | Viertelfinale       |
| ESV Kaufbeuren      | Kaufbeuren        | 5.         | Viertelfinale       |
| Kölner EC           | Köln              | 2.         | Deutscher Meister   |
| EV Landshut         | Landshut          | 8.         | Viertelfinale       |
| Mannheimer ERC      | Mannheim          | 4.         | Finale              |
| SB Rosenheim        | Rosenheim         | 1.         | Halbfinale          |
| Schwenninger ERC    | Schwenningen      | 7.         | Viertelfinale       |

### Modus
Wie in den Vorjahren wurde am Modus mit einer Doppelrunde und anschließenden Meisterschafts-Play-offs der besten acht Mannschaften, während die beiden Letztplatzierten in einer Relegationsrunde gegen die besten Teams der 2. Bundesliga antreten mussten, festgehalten. Zur Überbrückung der rund einen Monat andauernden Olympia-Pause wurde der Bundesliga-Cup als Überbrückungsturnier ausgetragen.

## Vorrunde

### Abschlusstabelle
|     | Klub                | Sp            | S             | U             | N             | Tore          | Punkte        |
| --- | ------------------- | ------------- | ------------- | ------------- | ------------- | ------------- | ------------- |
| 1.  | SB Rosenheim        | 32            | 22            | 3             | 7             | 118:76        | 47:17         |
| 2.  | Kölner EC (M)       | 32            | 18            | 6             | 8             | 167:98        | 42:22         |
| 3.  | Mannheimer ERC      | 32            | 17            | 7             | 8             | 127:100       | 41:23         |
| 4.  | EV Landshut         | 32            | 15            | 6             | 11            | 129:129       | 36:28         |
| 5.  | Düsseldorfer EG     | 32            | 13            | 9             | 10            | 146:128       | 35:29         |
| 6.  | ESV Kaufbeuren      | 32            | 13            | 2             | 17            | 126:149       | 28:36         |
| 7.  | Eintracht Frankfurt | 32            | 12            | 4             | 16            | 135:149       | 28:36         |
| 8.  | Schwenninger ERC    | 32            | 9             | 4             | 19            | 100:145       | 22:42         |
| 9.  | BSC Preussen (N)    | 32            | 3             | 3             | 26            | 90:164        | 9:55          |
| 10. | ECD Iserlohn        | ausgeschieden | ausgeschieden | ausgeschieden | ausgeschieden | ausgeschieden | ausgeschieden |

Abkürzungen: Sp = Spiele, S = Siege, U = Unentschieden, N = Niederlagen, (N) = Neuling, (M) = Titelverteidiger

Erläuterungen:       = Play-offs,       = Relegationsrunde,       = Der ECD Iserlohn stieg nach dem 26. Spieltag mit 135:110 Toren und 32:20 Punkten aus dem Spielbetrieb aus.

### Beste Scorer
| Spieler         | Mannschaft          | Spiele | Tore | Assists | Punkte |
| --------------- | ------------------- | ------ | ---- | ------- | ------ |
| Gerd Truntschka | Kölner EC           | 35     | 21   | 48      | 69     |
| Chris Valentine | Düsseldorfer EG     | 33     | 30   | 36      | 66     |
| Peter John Lee  | Düsseldorfer EG     | 34     | 31   | 31      | 62     |
| Dieter Hegen    | Kölner EC           | 35     | 26   | 35      | 34     |
| Miroslav Sikora | Kölner EC           | 31     | 27   | 33      | 60     |
| Tony Currie     | Schwenninger ERC    | 35     | 17   | 43      | 60     |
| Pavel Richter   | ESV Kaufbeuren      | 34     | 19   | 40      | 59     |
| Tom O’Regan     | EV Landshut         | 34     | 27   | 29      | 56     |
| Ulrich Egen     | Eintracht Frankfurt | 35     | 18   | 33      | 51     |
| Paul Messier    | Mannheimer ERC      | 35     | 21   | 29      | 50     |

### Beste Verteidiger
| Spieler        | Mannschaft          | Spiele | Tore | Assists | Punkte |
| -------------- | ------------------- | ------ | ---- | ------- | ------ |
| Daniel Naud    | EV Landshut         | 35     | 14   | 21      | 35     |
| Jaroslav Mucha | Eintracht Frankfurt | 31     | 9    | 24      | 33     |
| Dieter Medicus | ESV Kaufbeuren      | 35     | 11   | 20      | 31     |
| Harold Kreis   | Mannheimer ERC      | 35     | 7    | 24      | 31     |

## Relegationsrunde
Die Relegationsrunde wurde in einer Einfachrunde ausgespielt, sodass jede Mannschaft jeweils ein Heim- und ein Auswärtsspiel gegen die übrigen Vereine bestritt. Beim Spiel zwischen dem EV Füssen und den EC Hedos München erlag der Füssener Spieler Wilhelm Hofer einem Herzversagen. Das Spiel wurde nach 2 Dritteln beim Spielstand von 3:4 abgebrochen und anschließend mit 0:5 gewertet. Füssen trat zum zweiten Spiel an diesem Wochenende in Bad Nauheim nicht an. Dieses Spiel wurde vorübergehend mit 5:0 für Bad Nauheim gewertet und Bad Nauheim wollte Schadenersatz für das entgangene Heimspiel. Man einigte sich, das Spiel am letzten Spieltag nicht in Füssen, sondern in Bad Nauheim auszutragen. Kurz vor Ende der Runde gelang es dann doch noch, das ausgefallene Spiel in Füssen unter der Woche nachzuholen.

### Abschlusstabelle
|     | Klub             | Sp | S  | U | N  | Tore   | Punkte |
| --- | ---------------- | -- | -- | - | -- | ------ | ------ |
| 1.  | BSC Preussen     | 18 | 16 | 1 | 1  | 107:48 | 33:3   |
| 2.  | EHC Freiburg     | 18 | 15 | 0 | 3  | 92:38  | 30:6   |
| 3.  | Krefelder EV     | 18 | 10 | 2 | 6  | 90:81  | 22:14  |
| 4.  | SV Bayreuth      | 18 | 9  | 2 | 7  | 75:67  | 20:16  |
| 5.  | EC Hedos München | 18 | 9  | 2 | 7  | 94:84  | 20:16  |
| 6.  | EC Kassel        | 18 | 8  | 3 | 7  | 104:98 | 19:17  |
| 7.  | EHC Essen-West   | 18 | 7  | 2 | 9  | 66:84  | 16:20  |
| 8.  | EC Bad Nauheim   | 18 | 5  | 3 | 10 | 78:82  | 13:23  |
| 9.  | EC Ratingen      | 18 | 1  | 2 | 15 | 67:115 | 4:32   |
| 10. | EV Füssen        | 18 | 1  | 1 | 16 | 64:140 | 3:33   |

Abkürzungen: Sp = Spiele, S = Siege, U = Unentschieden, N = Niederlagen

Erläuterungen:       = im nächsten Jahr Bundesliga,       = im nächsten Jahr 2. Bundesliga.

### Beste Scorer
| Spieler          | Mannschaft       | Tore | Assists | Punkte |
| ---------------- | ---------------- | ---- | ------- | ------ |
| Greg Evtushevski | EC Bad Nauheim   | 25   | 18      | 43     |
| Scott MacLeod    | EC Hedos München | 13   | 28      | 41     |
| Bob Crawford     | Krefelder EV     | 25   | 11      | 36     |
| Doug Morrison    | EC Hedos München | 20   | 16      | 36     |
| Wiesław Jobczyk  | EC Ratingen      | 18   | 18      | 36     |

## Play-offs
Alle Play-off-Runden, mit Ausnahme des Spiels um Platz 3, wurden im Modus „Best-of-Five“ ausgespielt.

### Viertelfinale
|                |   |                     | Serie | 1         | 2         | 3   | 4   | 5   |
| -------------- | - | ------------------- | ----- | --------- | --------- | --- | --- | --- |
| SB Rosenheim   | – | Schwenninger ERC    | 3:2   | 3:0       | 4:5 n. V. | 4:5 | 3:1 | 4:0 |
| Kölner EC      | – | Eintracht Frankfurt | 3:0   | 7:2       | 5:4       | 9:4 | –   | –   |
| Mannheimer ERC | – | ESV Kaufbeuren      | 3:0   | 3:2 n. V. | 3:0       | 4:2 | –   | –   |
| EV Landshut    | – | Düsseldorfer EG     | 1:3   | 4:2       | 2:5       | 4:5 | 1:9 | –   |

### Halbfinale
|              |   |                 | Serie | 1   | 2   | 3   | 4   | 5 |
| ------------ | - | --------------- | ----- | --- | --- | --- | --- | - |
| SB Rosenheim | – | Düsseldorfer EG | 3:1   | 3:1 | 2:4 | 7:2 | 3:1 | – |
| Kölner EC    | – | Mannheimer ERC  | 3:0   | 3:2 | 4:2 | 6:2 | –   | – |

### Spiele um Platz 3
|                                  | Serie | 1   | 2    |
| -------------------------------- | ----- | --- | ---- |
| Düsseldorfer EG – Mannheimer ERC | 12:13 | 3:3 | 9:10 |

### Finale
|              |   |           | Serie | 1   | 2   | 3   | 4   | 5   |
| ------------ | - | --------- | ----- | --- | --- | --- | --- | --- |
| SB Rosenheim | – | Kölner EC | 2:3   | 2:1 | 2:5 | 6:0 | 2:4 | 1:4 |

### Beste Scorer
Quelle: rodi-db.de; eliteprospects.com; Abkürzungen: Sp = Spiele, T = Tore, V = Assists, Pkt = Punkte, SM = Strafminuten; Fett: Bestwert
| Spieler              | Mannschaft              | Sp | T | V  | Pkt | SM |
| -------------------- | ----------------------- | -- | - | -- | --- | -- |
| Ernst Höfner         | Sportbund DJK Rosenheim | 14 | 3 | 16 | 19  | 9  |
| Chris Valentine      | Düsseldorfer EG         | 10 | 4 | 14 | 18  | 23 |
| Ron Fischer          | Sportbund DJK Rosenheim | 14 | 7 | 9  | 16  | 17 |
| Georg Franz          | Sportbund DJK Rosenheim | 14 | 9 | 5  | 14  | 22 |
| Doug Berry           | Kölner EC               | 11 | 7 | 7  | 14  | 6  |
| Miroslav Sikora      | Kölner EC               | 11 | 6 | 8  | 14  | 8  |
| Paul Messier         | Mannheimer ERC          | 8  | 4 | 9  | 13  | 8  |
| Tom Thornbury        | Kölner EC               | 11 | 4 | 9  | 13  | 22 |
| Helmut Steiger       | Kölner EC               | 11 | 6 | 6  | 12  | 16 |
| Dave Silk            | Mannheimer ERC          | 8  | 5 | 6  | 11  | 12 |
| Gerd Truntschka      | Kölner EC               | 11 | 5 | 6  | 11  | 27 |
| Andreas Niederberger | Düsseldorfer EG         | 10 | 2 | 9  | 11  | 8  |
| Udo Kießling         | Kölner EC               | 11 | 3 | 7  | 10  | 22 |
| Georg Holzmann       | Mannheimer ERC          | 8  | 2 | 8  | 10  | 8  |

## Kader des Deutschen Meisters
| Deutscher Meister Kölner EC | Torhüter: Helmut de Raaf, Marcus Beeck, Dirk Voss Verteidiger: Udo Kießling, Andreas Pokorny, Werner Kühn, Peter Romberg, Robert Sterflinger, Tom Thornbury, René Ledock Angreifer: Doug Berry, Thomas Brandl, Roger Nicholas, Miroslav Sikora, Helmut Steiger, Holger Meitinger, Gerd Truntschka, Thomas Gröger, Dieter Hegen, Udo Schmid, Ernst Köpf junior Cheftrainer: Hardy Nilsson |